# Thomas Lawrence
Thomas Lawrence PRA FRS (Bristol, 13 de abril de 1769 – Londres, 7 de janeiro 1830) foi um dos principais pintores retratistas britânicos do início do século XIX, além de presidente da Academia Real Inglesa.

## Biografia
Nascido em Bristol, Lawrence era um rapaz muito adiante do seu tempo e que começou a pintar com apenas dez anos, apoiando sua família fazendo retratos em pastel. Aos dezoito anos foi para Londres e logo conseguiu uma reputação de retratista a óleo, recebendo sua primeira comissão real: um retrato da rainha Carlota de Mecklemburgo-Strelitz em 1790. No ano seguinte tornou-se associado da Academia Real Inglesa, um membro de 1794 e seu presidente em 1820. Lawrence adquiriu uma grande patronagem de Jorge, Príncipe Regente em 1810, sendo enviado para o exterior a fim de pintar os líderes aliados responsáveis pela queda de Napoleão Bonaparte para a Câmara Waterloo do Castelo de Windsor. Em sua morte, era o pintor retratista mais popular da Europa. Sua reputação desapareceu na era vitoriana, porém desde então foi restaurada.

## Obras

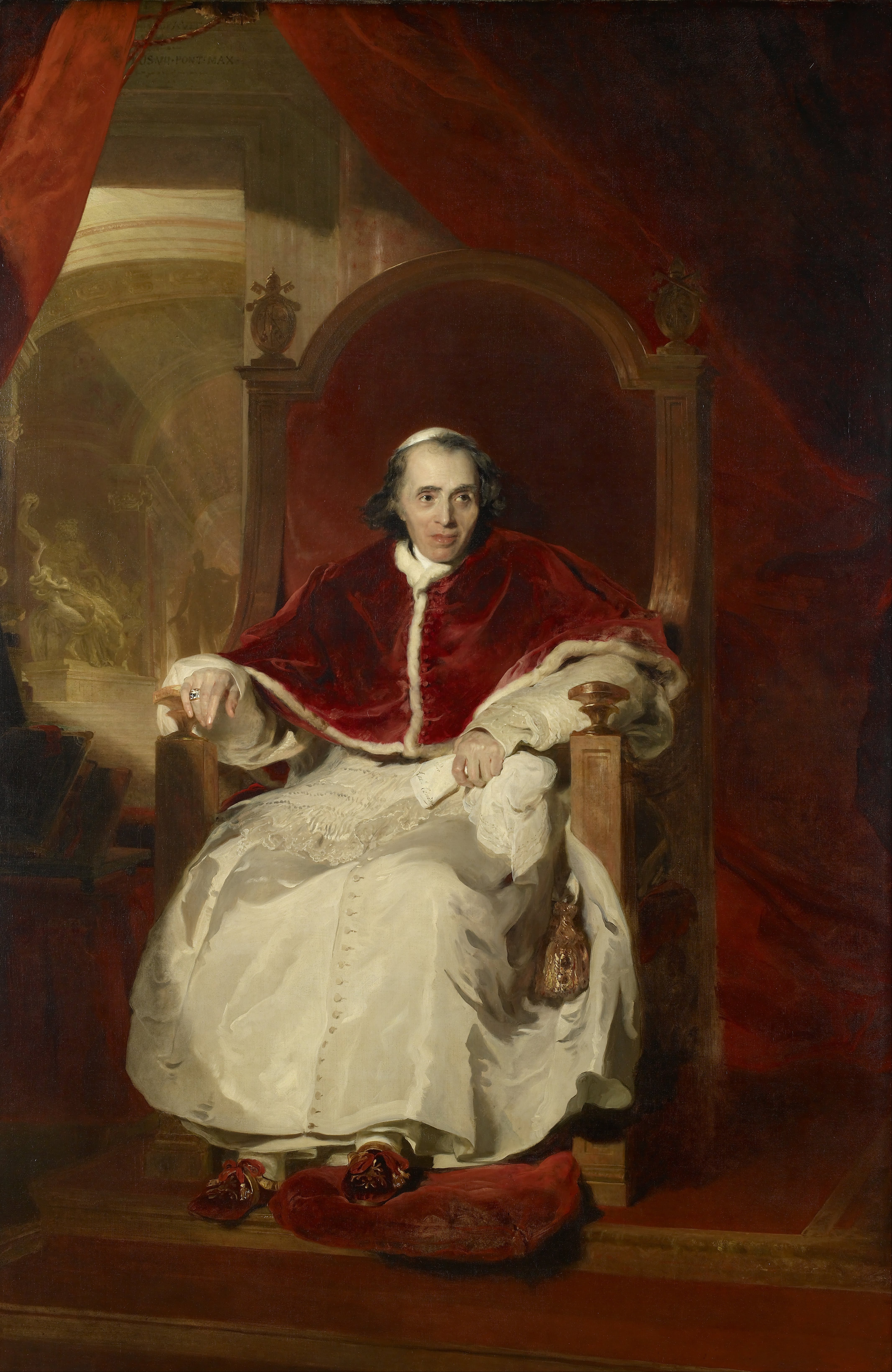
Retrato do papa Pio VII 1819, Royal Collection, Londres
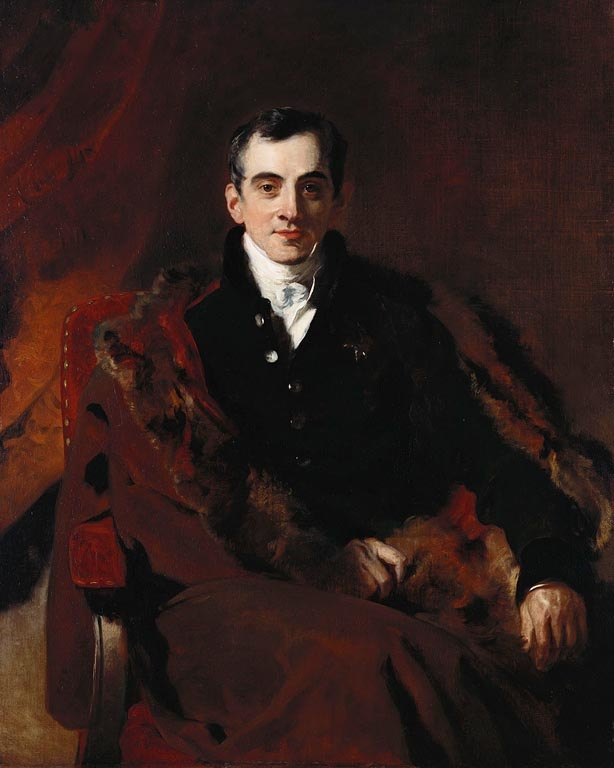
Retrato de João Capo d'Istria 1818-19, Royal Collection
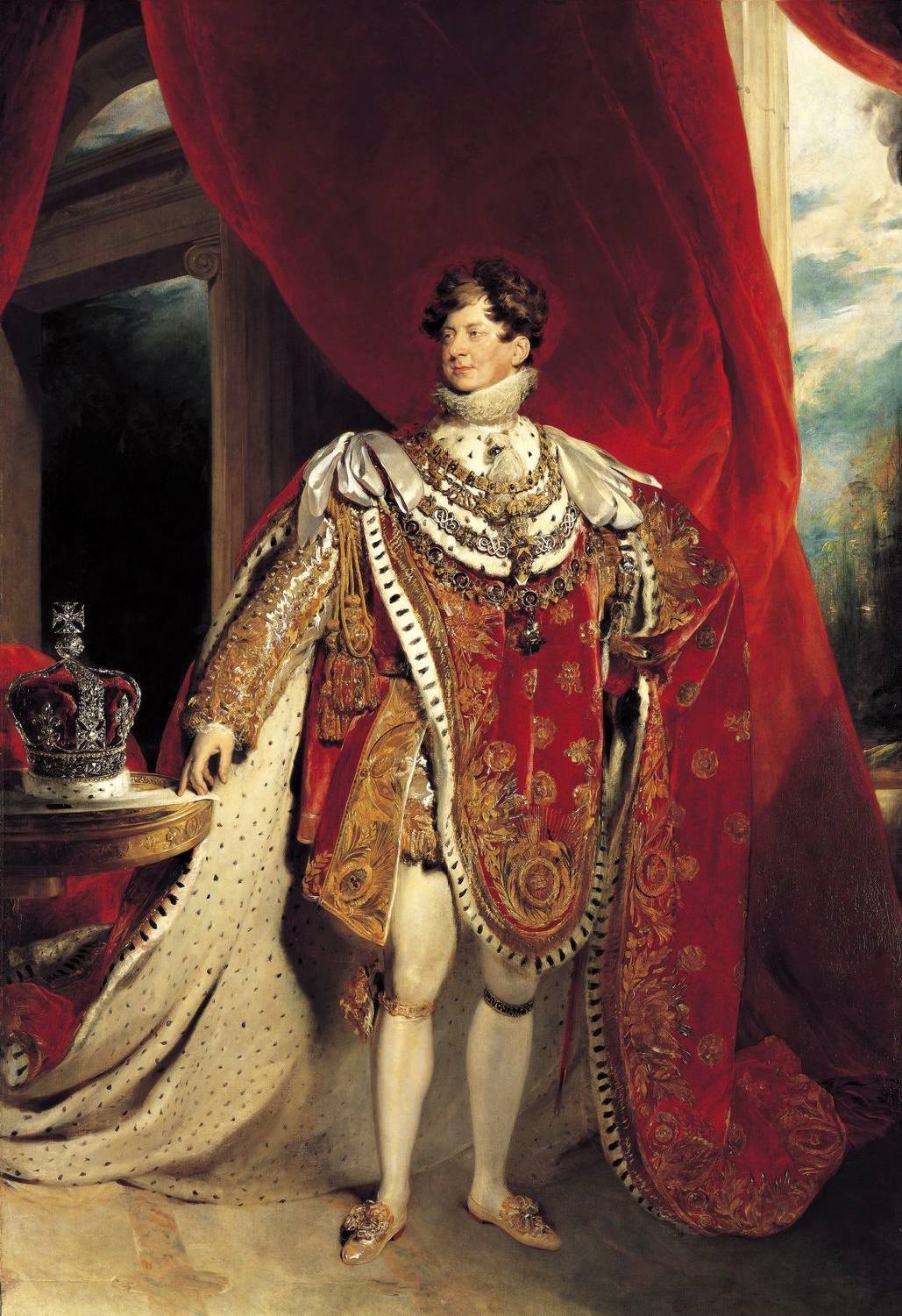
Retrato da coroação de Jorge IV do Reino Unido 1821, Royal Collection
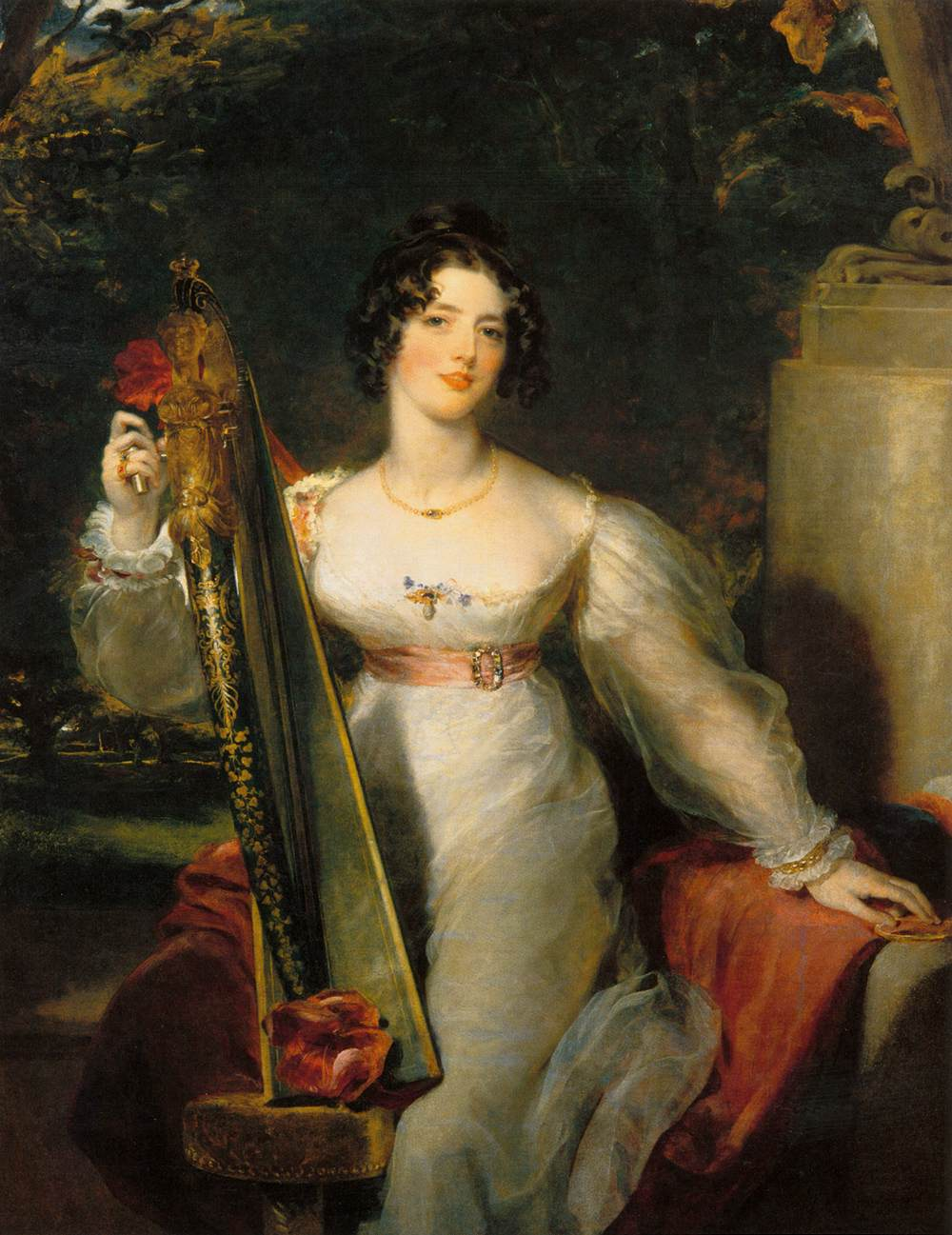
Retrato da senhora Elizabeth Conyngham (1821-1824), Museu Calouste Gulbenkian, Lisboa
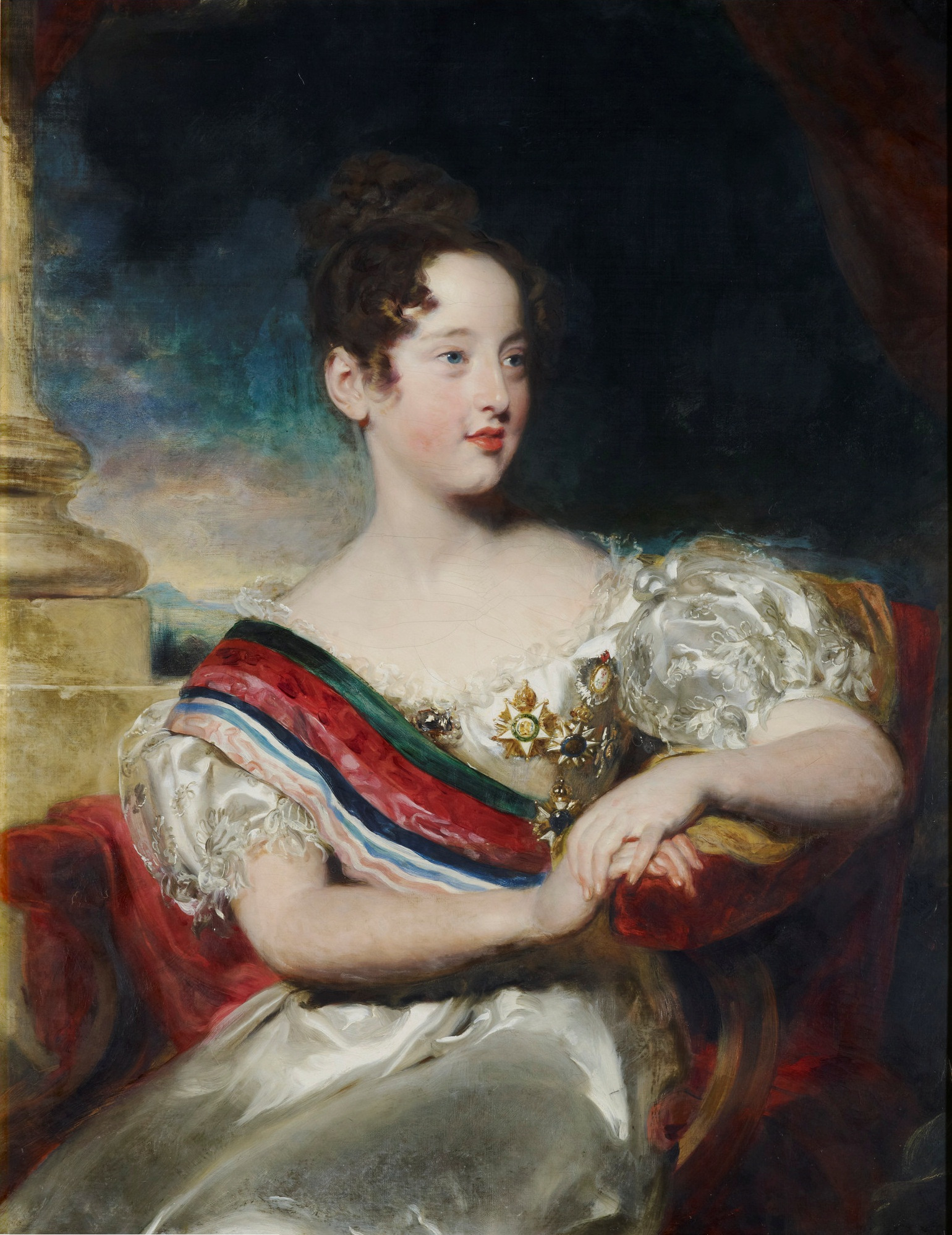
Retrato de Maria II de Portugal 1829, Royal Collection
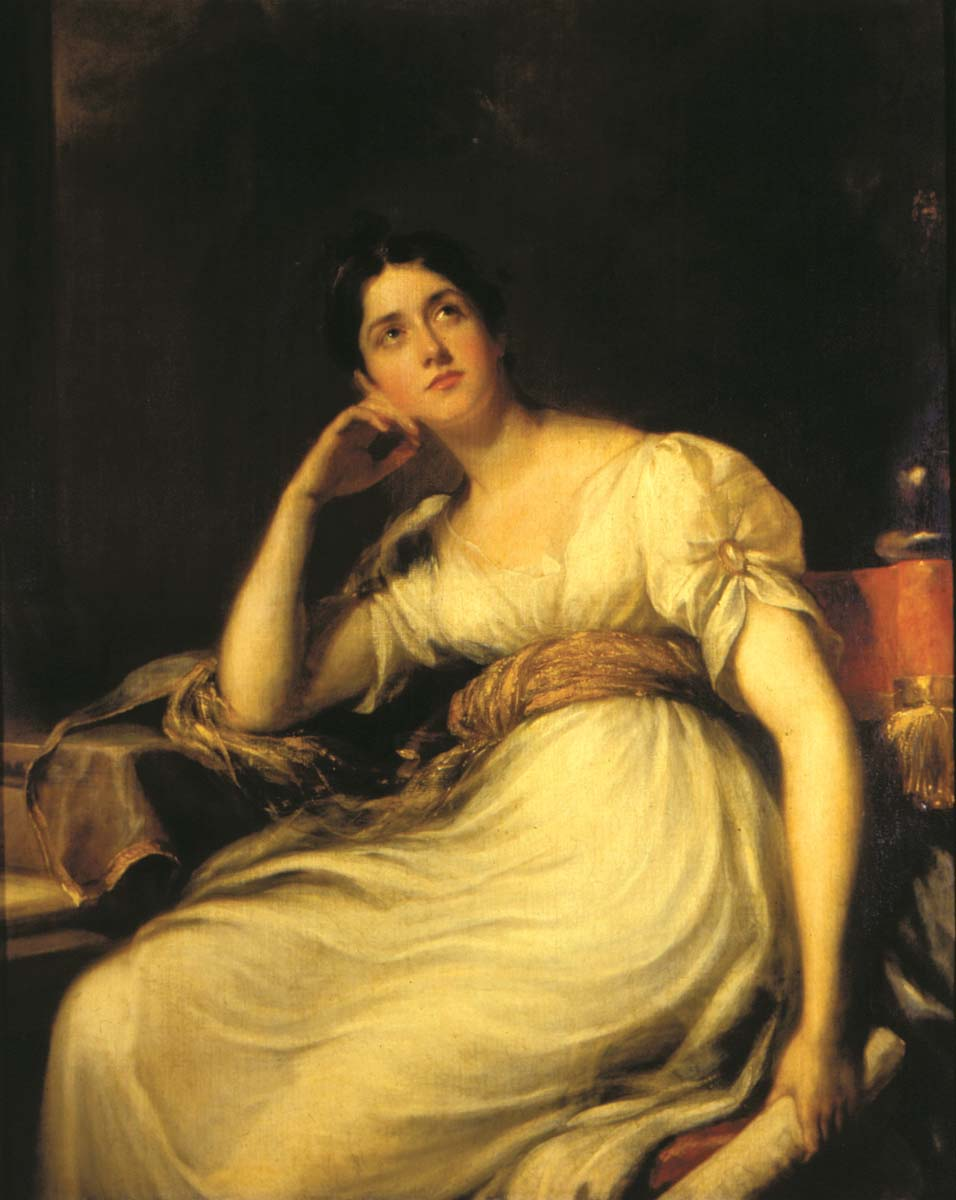
Retrato de Mrs. Williams como Santa Cecília,  Inglaterra, c. 1804. Casa Museu Eva Klabin.